# Txema Portillo
José María Portillo Valdés (Bilbao, 1 de diciembre de 1961), conocido como Txema Portillo, es un historiador español.
De 1988 a 2000 fue profesor de Historia Contemporánea en la Universidad del País Vasco (UPV/EHU). Ese año decidió abandonar el País Vasco debido al acoso de la banda terrorista ETA y su entorno, e impulsado también por el reciente asesinato de su amigo y periodista José Luis López de Lacalle. Cuando tomó esta decisión llevaba dos años sin impartir clases al no garantizársele su seguridad en el campus de Vitoria de la UPV/EHU. Asimismo fue víctima de dos atentados contra su vehículo dentro del campus, el primero en diciembre de 1997 y el segundo en octubre de 1999, cuando estalló una bomba en los bajos de su coche.
Comprometido con la lucha contra la violencia de ETA, es miembro fundador del Foro de Ermua; políticamente fue militante del Partido Comunista de Euskadi, más tarde de Euskadiko Ezkerra, luego de Ezker Batua y, finalmente, tras pasar por el Partido Democrático de la Nueva Izquierda, del Partido Socialista de Euskadi-Euskadiko Ezkerra. En 2002 fue uno de los 42 profesores de la UPV/EHU que firmaron un manifiesto denunciando que en ésta actuaba una «red mafiosa que apoya, justifica y explota el terrorismo en su propio beneficio, sin que su colaboración con ETA haya sido perseguida como se debe». En 2003 fue galardonado con la Orden del Mérito Constitucional por parte del Gobierno de España por sus actividades al servicio de la Constitución y de los valores y principios en ella establecidos.
Como historiador, formado en la Universidad Autónoma de Madrid es discípulo de Pablo Fernández Albaladejo y especialista en historia constitucional española, en particular de la historia institucional vasca, y en el proceso de reforma constitucional del siglo XVIII y de comienzos del siglo XIX, que culminó con la promulgación de la Constitución de 1812. Miembro del grupo de HICOES (Historia Constitucional Española) encabezado por Bartolomé Clavero, es uno de los pocos historiadores españoles que se han percatado de la importancia de América en el proceso del constitucionalismo gaditano.
Ha ejercido la investigación científica en varias instituciones de Europa y América. En Italia, fue investigador en el Instituto Italico Germanico di Trento y en el Centro di Studi Per la Storia del Pensiero Giuridico Moderno, de la Universidad de Florencia. En Estados Unidos fue investigador de la Universidad de Texas, en Austin, y profesor de la Universidad de Reno y de la Universidad de Gerogetown, en donde ocupó la Cátedra Príncipe de Asturias. De igual forma, ha enseñado en la Universidad Autónoma de Madrid y en la Universidad de Santiago de Compostela. En 2010, fue profesor invitado en el Instituto de Investigaciones Dr. José María Luis Mora, en donde impartió cátedra sobre Teoría del Derecho y Teoría Política Liberal y, en 2011, en El Colegio de México, ambos en la Ciudad de México.
En 2013 regresó a España y actualmente enseña de nuevo en la Universidad del País Vasco. En 2014 publicó su primera novela, Un papel arrugado.

## Publicaciones
- Los poderes locales en la formación del régimen foral, Guipúzcoa, 1812-1850. (Bilbao, Universidad del País Vasco, 1987).
- Monarquía y gobierno provincial. Gobierno y constitución en las provincias vascas, 1760-1808. (Madrid, Centro de Estudios Políticos y Constitucionales, 1990).
- Con José M. Iñurritegui (eds.), Constitución en España. Orígenes y destinos. (Madrid, Centro de Estudios Políticos y Constitucionales, 1997).
- Cadice, 1812. Una costituzione per la Spagna. (Roma-Manduria, Piero Lacaita editore, 1998).
- Revolución de Nación. Orígenes de la cultura constitucional en España, 1780-1812. (Madrid, Centro de Estudios Políticos y Constitucionales, 2000).
- Con Bartolomé Clavero y Marta Lorente, Pueblos, Nación, Constitución (en torno a 1812). (Vitoria, Ikusager, 2004).
- Crisis Atlántica. Autonomía e Independencia en la crisis de la monarquía hispana. (Madrid, Marcial Pons-Fundación Carolina, 2006).
- Sueño Criollo. El doble constitucionalismo en el País Vasco y Navarra. (San Sebastián, Nerea, 2006).
- Fuero Indio. Tlaxcala y la identidad territorial entre la monarquía imperial y la república nacional. 1787-1824. (Ciudad de México, Colegio de México/Instituto Mora, 2015).
- Una Historia Atlántica de los Orígenes de la Nación y el Estado. España y las Españas en el siglo XIX. (Madrid, Alianza Ediciones, 2022).